# Kvindefredsliga
Women's International League for Peace and Freedom (WILPF), er en almennyttig NGO, der, siden 1915, har arbejdet for at samle kvinder med forskellige politiske synspunkter og med forskellige filosofiske og religiøse baggrunde der vil undersøge og forstå årsager til krig og arbejde for en varig fred. WILPF vil forene kvinder i verden, der er imod undertrykkelse og udnyttelse. WILPF har nationale afdelinger i 37 lande.
WILPF har hovedkvarter i Genève og har et FN-kontor i New York City.
Den danske sektion af Kvindefredsligaen blev oprettet samtidig med den stiftende konference i Haag som Danske Kvinders Fredskæde. Den danske sektion blev oprettet af Clara Tybjerg (forperson i 1916-1920) og Thora Daugaard (forperson i 1921-1941), som begge deltog i konferencen.

## Organisationshistorie
WILPF udviklede sig fra den internationale kvindekongres i Haag (en) mod Første Verdenskrig, der fandt sted i Haag, Holland, i 1915 og dannelsen af Den Internationale Kvindekomité for Permanent Fred, navnet WILPF blev først valgt i 1919.  Den første WILPF-præsident, Jane Addams, havde tidligere grundlagt Woman's Peace Party (WPP) i USA, i januar 1915, denne gruppe blev senere den amerikanske sektion af WILPF. Sammen med Jane Addams var Marian Cripps (en) og Margaret E. Dungan (en) også stiftende medlemmer. Briten Maude Royden (en) blev vicepræsident for den internationale WILPF. Fra 1920 havde den amerikanske afdeling af WILPF hovedkvarter i New York City.

### Woman's Peace Party (USA)
En forløber for Women's International League for Peace and Freedom, Woman's Peace Party (WPP) blev dannet i januar 1915 i Washington, DC, på et møde indkaldt af Jane Addams og Carrie Chapman Catt (en). De omkring 3.000 kvindelige deltagere godkendte en platform, der opfordrer til at udvide valgretten til kvinder og til en konference for neutrale lande for at tilbyde kontinuerlig mægling som en måde at afslutte krig på.
WPP sendte repræsentanter, blandt dem journalisten Mary Heaton Vorse (en), til en efterfølgende international kvindekongres, afholdt i Haag i april 1915.

### International Kvindekongres, Haag, 1915
Den internationale kvindekongres i Haag (en) i 1915 blev organiseret af den tyske feminist Anita Augspurg (en), Tysklands første kvindelige jurist, og Lida Gustava Heymann (en) (1868-1943). De var inviteret af den hollandske pacifist, feminist og suffragist Aletta Jacobs for at protestere mod krigen, der rasede i Europa, og at foreslå måder at forhindre krig i fremtiden. Kongressen åbnede den 28. april og blev afsluttet den 1. maj. Den blev overværet af 1.136 deltagere fra både neutrale og krigsførende nationer. Den overtog en stor del af det amerikanske Woman's Peace Partys (WPP) platform og der blev etableret en International Committee of Women for Permanent Peace (ICWPP) med Jane Addams som præsident. WPP blev snart den amerikanske afdeling af ICWPP.

### Anden internationale kvindekongres for fred og frihed, Zürich, 1919
Jane Addams mødtes med præsident Woodrow Wilson og siges at have udarbejdet et fælles grundlag for fred. Men på den anden internationale kongres, afholdt i Zürich i 1919, fordømte ICWPP imidlertid de endelige vilkår i fredstraktaten, der afsluttede Første Verdenskrig. De så det som en hævnplan for sejrherrerne over de besejrede, og mente det ville så kimen til endnu en verdenskrig. De besluttede at gøre udvalget permanent og omdøbte den til Women's International League for Peace and Freedom. WILPF flyttede sit hovedkvarter til Genève for at være i nærheden af det foreslåede Folkeforbundet. På trods af at WILPF ikke støttede bemyndigelse af denne til at udføre fødevareblokader eller bruge militært pres til at håndhæve sine resolutioner. Ligaen opfordrede til international nedrustning og en ende på den økonomiske imperialisme. Den amerikanske afdeling af WILPF voksede i anerkendelse og medlemskab i tiden efter første verdenskrig, på trods af nogle angreb på organisationen som "upatriotisk".  WILPF støttede traktater som Washington Naval Treaty (en) og Kellogg-Briand-pagten, og betragtede dem som begyndelsen til en fredelig verdensorden.

## Senere arbejde
I løbet af 1930'erne var Vera Brittain (en) WILPF's vicepræsident. Forud for Anden Verdenskrig støttede ligaen også foranstaltninger til at yde nødhjælp til Europas jødiske befolkning. To WILPF-ledere har modtaget Nobels Fredspris for deres fredsbestræbelser og arbejde med WILPF: Jane Addams i 1931 og Emily Greene Balch i 1946.
I løbet af 1960'erne og 1970'erne var WILPF involveret i antikrigsbevægelsen og arbejdede for at befri politiske fanger, såsom fru Ngo Ba Thanh (en), en vietnamesisk aktivist og lederen af den vietnamesiske kvindebevægelse for retten til at leve. 

### WILPF og FN
WILPF har haft rådgivende status (kategori B) hos FN's Økonomiske og Sociale Råd (ECOSOC) siden 1948 og har særlige rådgivende forbindelser med FN's organisation for uddannelse, videnskab og kultur (UNESCO) og FN's konference om handel og udvikling (UNCTAD) ), samt særlige forbindelser med Den Internationale Arbejdsorganisation (ILO), Fødevare- og landbrugsorganisationen (FAO), FN's Børnefond (UNICEF) og andre organisationer og agenturer. WILPF har fortalere og lobbyer for demokratisering af FN, Sikkerhedsrådet, FN's Nedrustningskommission og alle andre FN-organisationer og -agenturer; overvåger Sikkerhedsrådets og Generalforsamlingens aktiviteter for at fremme reformer; er imod privatiseringen af FN, især den globale aftale med selskaber; og går ind for afskaffelse af Sikkerhedsrådets veto (en).

### Mission og vision
Arbejdsområder
- Opbygning af bevægelsen
- Omdefinering af sikkerhed
- Udnyttelse af feministiske perspektiver på fred
- Fremme af socioøkonomisk retfærdighed [16]

Områder af bekymring er:
- Globale programmer
- Menneskerettighedsprogram
- Program for kvinder, fred og sikkerhed
- Nedrustningsprogram
- Kriseberedskabsprogram [17]

## Kongresser
- 1st, The Hague, 1915
- 2nd, Zürich, 1919
- 3rd, Vienna, 1921
- 4th, Washington, D.C. 1924
- 5th, Dublin, 1926
- 6th, Prague, 1929
- 7th, Grenoble, 1932
- 8th, Zurich, 1934
- 9th, Luhačovice, 1937
- 10th, Luxembourg, 1946
- 11th, Copenhagen, 1949
- 12th, Paris, 1953
- 13th, Birmingham, 1956
- 14th, Stockholm, 1959
- 15th, Asilomar, 1962
- 16th, The Hague, 1966
- 17th, Nyborg Strand, 1968
- 18th, New Delhi, 1971
- 19th, Birmingham, 1974
- 20th, Tokyo, 1977
- 21st, Hamden, 1980
- 22nd, Gothenburg, 1983
- 23rd, Woudschoten-Zeist, 1986
- 24th, Sydney, 1989
- 25th, Santa Cruz de la Sierra, 1992
- 26th, Helsinki, 1995
- 27th, Baltimore, 1998
- 28th, Geneva, Switzerland, 2001[18]
- 29th, Gothenburg, 2004
- 30th, Santa Cruz, 2007
- 31st, San Jose, Costa Rica, 2011[18]
- 32nd, The Hague, 2015
- 33rd, online, 2022[19]

## Yderligere litteratur
- Alonso, Harriet Hyman. Peace as a Women's Issue: A History of the U.S. Movement for World Peace and Women's Rights Syracuse, NY: Syracuse University Press, 1993.
- Alonso, Harriet Hyman. "Nobel Peace Laureates, Jane Addams and Emily Greene Balch: Two Women of the Women's International League for Peace and Freedom." Journal of Women's History 7.2 (1995): 6-26. excerpt
- Balmer, Brian. "'Science was digging its own grave': the Women's International League for Peace and Freedom and the campaign against chemical and biological warfare." The Nonproliferation Review 27.4-6 (2020): 323-341. online
- Beers, Laura. "Bridging the Ideological Divide: Liberal and Socialist Collaboration in the Women's International League for Peace and Freedom, 1919–1945." Journal of Women's History 33.2 (2021): 111-135. excerpt
- Blackwell, Joyce. No peace without freedom: race and the Women's International League for Peace and Freedom, 1915-1975 (SIU Press, 2004) online
- Boutilier, Beverly. "Educating for peace and co-operation: the Women's International League for Peace and Freedom in Canada, 1919-1929" (PhD. Diss. Carleton University, 1988) ProQuest Dissertations Publishing,  1988. ML46296.
- Bussey, Gertrude, and Margaret Tims. Pioneers for Peace: Women's International League for Peace and Freedom 1915-1965. Oxford: Alden Press, 1980..
- Cochran, Molly. "Activism and International Thought: The Women's International League of Peace and Freedom and the Problem of Statelessness in the Interwar Period." Global Studies Quarterly 3.1 (2023): ksad011. online
- Confortini, Catia Cecilia. "Doing Feminist Peace: Feminist Critical Methodology, Decolonization and the Women's International League for Peace and Freedom (WILPF), 1945–75." International Feminist Journal of Politics 13.3 (2011): 349-370. online Arkiveret 7. juni 2024 hos  Wayback Machine; also see online book eview
- Foster, Carrie A. The Women and the Warriors: The U.S. Section of the Women's International League for Peace and Freedom, 1915-1946. Syracuse, NY: Syracuse University Press, 1995.
- Foster, Catherine. Women for All Seasons: The Story of the Women's International League for Peace and Freedom. Athens, GA: University of Georgia Press, 1989. online
- Hensley, Melissa Anne. "Feminine Virtue and Feminist Fervor: The Impact of the Women's International League for Peace and Freedom in the 1930s." Affilia 21.2 (2006): 146-157. online
- Kreider, Angela.  "To love all that pleases: Autobiography, dialectic, and the Women's International League for Peace and Freedom, 1919–1939" (PhD thesis, Emory University; ProQuest Dissertations Publishing,  2004. 3142158).
- Kuhlman, Erika. "The 'Women's International League for Peace and Freedom' and Reconciliation after the Great War." in The Women’s Movement in Wartime: International Perspectives, 1914–19 (Palgrave Macmillan UK, 2007) pp. 227-243. online
- Materson, Lisa G. "Sisterhood, Ideology, and the Women's International League for Peace and Freedom: Formulating Policy on the Arab-Israeli Conflict During the 1960s and 1970s." UCLA Historical Journal 14 (1994). online
- Meerse, Katherine C. "Peace Activism and Social Justice: The Minnesota Branch of the Women's International League for Peace and Freedom, 1939–1940." Peace & Change 23.4 (1998): 500-513. doi.org/10.1111/0149-0508.00101
- Meyer, Mary K. "The Women’s International League for Peace and Freedom: Organizing Women for Peace in the War System." in Gender Politics in Global Governance (1999): 107-21. online
- Rupp, Leila J.: "Transnational Women's Movements," European History Online, Mainz: Institute of European History, 2011.
- Saunders, Malcolm. "The early years of the Australian section of the Women's International League for Peace and Freedom: 1915/1949." Journal of the Royal Australian Historical Society 82.2 (1996): 180-191. online
- Schott, Linda Kay. Reconstructing Women’s Thoughts: The Women's International League for Peace and Freedom Before World War II (Stanford University Press, 1997). online
- Sharer, Wendy B. "The persuasive work of organizational names: The Women's International League for Peace and Freedom and the struggle for collective identification." Rhetoric Review 20.3-4 (2001): 234-250. doi.org/10.1080/07350198.2001.9683384
- Vellacott, Jo. "A place for pacifism and transnationalism in feminist theory: the early work of the Women's International League for Peace and Freedom." Women History Review 2.1 (1993): 23-56. online
- Wiltsher, Anne (1985). Most dangerous women: feminist peace campaigners of the Great War (1. publ. udgave). London: Pandora Press. ISBN 0863580106.
- Woehrle, Lynne M., Patrick G. Coy, and Gregory M. Maney. "The Women's International League for Peace and Freedom and the Challenges of Intersectionality Praxis." Peace & Change 41.3 (2016): 273-301. doi.org/10.1111/pech.12159

- Kvinders Internationale Liga for Fred og Frihed. International kongres for Women's International League for Peace and Freedom. nr. 5 (1926) online .

## Eksterne links
- Officiel hjemmeside
- Danske Kvindefredsligas hjemmeside
- Jane Addams Peace Association
- Peace Women
- Women's International League for Peace and Freedom, International Headquarters records, University of Colorado at Boulder
- Women's International League for Peace and Freedom, American Section records, Collection DG 043, Swarthmore College
- Women's International League for Peace and Freedom, British Section records, London School of Economics, Archives Division
- Women's International League for Peace and Freedom udvalgte papir og fotografier i Peace and Internationalism Digitised Collection, LSE Digital Library
- Records, 1915-1977. Schlesinger Library, Radcliffe Institute, Harvard University
- Women's International League for Peace and Freedom Collection (ARS.0056), Stanford Archive of Recorded Sound
- Archives of the British section of WILPF
- Avisudklip om Women's International League for Peace and Freedom i 20th Century Press Archives hos German National Library of Economics – Leibniz Information Centre for Economics (ZBW)